# Instrumento de percusión melódico

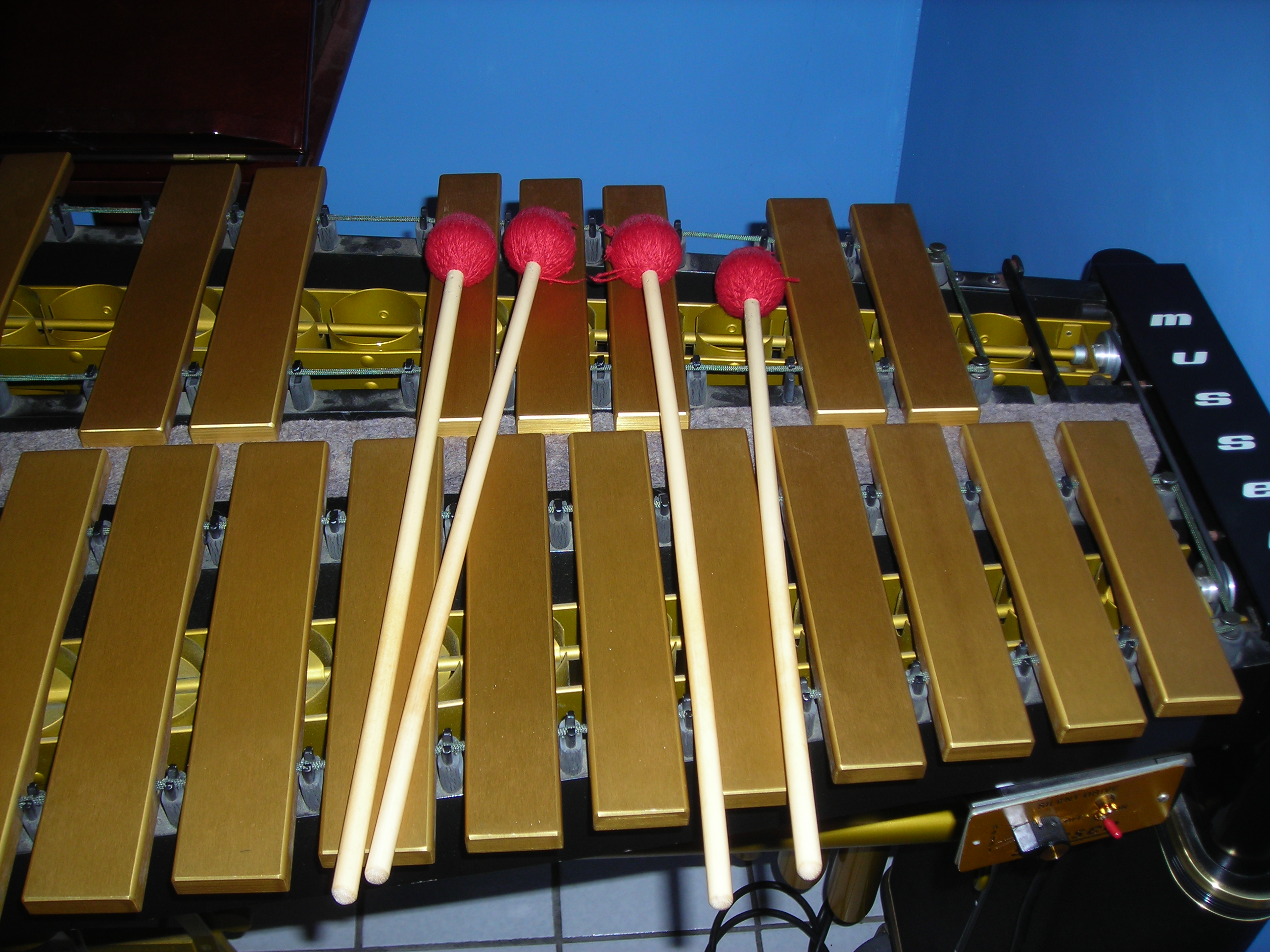
Vibráfono y mazas

Un instrumento de percusión melódico es aquel instrumento musical que produce notas al ser golpeado con las baquetas, las manos, o frotado con arcos utilizados generalmente para los instrumentos de cuerda frotada (violines, cellos, etc.) y que puede producir escalas musicales. Generalmente se los conoce como instrumentos de placas. Se componen de una serie de placas, lengüetas, teclas, tubos o láminas, cuyo material puede ser madera, metal, plástico, cerámica o cristal, y cada uno de estos componentes está afinado en una nota determinada. Pueden tener resonadores para cada componente (marimba, vibráfono), un resonador general (hang) o no tenerlo (glockenspiel), así como un mueble de soporte.
La disposición de las teclas es la misma que la de un piano convencional. Puede variar la altura de las mismas según el material y el tamaño del instrumento. Por ejemplo: en la marimba occidental y en el xilofón (ambas de madera) lo que serían las teclas negras del piano se ubican adelante y arriba de lo que serían las teclas blancas. En cambio en el vibráfono y el glockenspiel (ambos de metal) suelen mantener la disposición del piano en cuanto a notas naturales y semitonos pero todas las placas se ubican a la misma altura.

## Técnicas y tipos de baquetas para instrumentos de placas

### De mayor envergadura (marimba occidental, vibráfono)
La técnica más utilizada para tocar estos instrumentos es a 4 baquetas, es decir, 2 baquetas en cada mano. Si bien hay distintas técnicas y se van modificando y modernizando con el paso del tiempo, por lo general (en cada mano) una baqueta queda en una posición fija mientras que la otra va modificando el ángulo de amplitud para generar los distintos intervalos musicales. La combinación de estos 4 puntos de apoyo depende de las decisiones del/a intérprete, pero generalmente se suele usar la mano izquierda para el registro grave y la mano derecha para el registro agudo, intentando cruzar lo menos posible. 
Las baquetas se numeran como los dedos del piano, cuando el/la compositor/a lo considera necesario.

### De menor envergadura (Xilofón, Glockenspiel)
Originalmente estos instrumentos se suelen tocar con 2 baquetas (una en cada mano) por ser pequeños y porque la música compuesta para ellos suele estar más destinada a usos melódicos, entonces no se hacen necesarias más baquetas para poder tocar acordes plaqué y demás.
También es cierto que, en el caso del xilofón y con el paso del tiempo, se ha ido componiendo música donde es necesario utilizar 3 o 4 baquetas, pero en la mayoría de los casos es una decisión que toma quien oficiará de intérprete.

### Tipos de baquetas
Hay muchos tipos de baquetas con variaciones desde el material del mango, la forma y el tamaño de la bocha que luego es cubierta (generalmente con lana) para generar el mazo, la dureza del mazo, el peso, etc. Generalmente podemos decir que lo más perceptible audiblemente es la dureza de las baquetas que van a golpear las placas.
En los instrumentos de placas de madera que tienen una amplia tesitura el tamaño de las placas y la resonancia de las mismas varía mucho del registro grave al registro agudo. Es por esto que es muy común (y en algunos casos aconsejable) que se combine la dureza de las baquetas según la interpretación buscada utilizando por ejemplo: Una baqueta más blanda para el registro grave (baqueta 1), dos baquetas medias para el registro medio (baquetas 2 y 3), y una baqueta más dura para el registro agudo (baqueta 4). Por supuesto que esto también guarda una relación con el lugar tonal que ocupan las melodías y con una necesidad interpretativa de que destaque el registro agudo.
En los instrumentos de placas de metal las placas no varían tanto de tamaño, ya que su tesitura es menor y suelen ubicarse en un registro medio (ni muy grave, ni muy agudo). Entonces suelen utilizarse 4 baquetas de la misma dureza, priorizando para la elección de las mismas un material del mango que sea más elástico, para poder generar la resonancia de las placas y el apagado sin mayores dificultades.
En los instrumentos de placas de poca envergadura las baquetas no suelen estar tejidas y lo que suele variar es el material de la bocha en la punta de la baqueta: algunas son de plástico, otras están recubierta en goma, y en algunos casos donde se necesita un sonido más perforante se llegan a utilizar baquetas con punta de madera o de metal.

## Algunas particularidades de los instrumentos de placas de metal
Como las placas de metal producen una vibración más prolongada es necesario, en la práctica instrumental, apagar algunas notas.
En instrumentos como el glockenspiel se suele apagar con las mismas baquetas o con los dedos de la mano que queden disponibles, esto es suficiente por ser un instrumento de placas pequeñas. En el caso del vibráfono suele tener una sordina que está apoyada por defecto en las placas, es decir apagándolas, y se retira pisando un pedal para dejar que libren vibremente. También se puede emplear en el vibráfono el apagado de placas individuales para, por ejemplo, generar inversiones de acordes al no apagar todos los sonidos. Por ejemplo en una tríada Sol4-Si4-Re5 se apaga el Sol4, quedan sonando Si4 y Re5 y se agrega el Sol5 resultando. Si4-Re5-Sol5.

## Lista de instrumentos de percusión melódicos
- Angklung
- Balafón
- Bianqing
- Campanas tubulares
- Carillón
- Copas musicales
- Ghata tarang - juego de ghatams
- Glockenspiel
- Hang
- Jal tarang
- Kulintang
- Kulintang a tiniok
- Marimba
- Pat waing*
- Ranat ek
- Tabla tarang - juego de tablas*
- Tambor tanque
- Vibráfono
- Xilófono

## Ejemplos musicales

### Ensambles de percusión y artistas que usan instrumentos de percusión melódicos
- Ney Rosauro
- Paralelo 33

### Música popular adaptada
- "Zamba para escuchar tu silencio" - Guillo Espel

Para marimba (int. Albert Ludwig)